# Милава
Милава (словен. Milava) — поселення в общині Церкниця, Регіон Нотрансько-Крашка, Словенія. Висота над рівнем моря: 634,7 м.